# مارك ماكنزي (لاعب كرة قدم)
مارك ماكنزي (بالإنجليزية: Marc McKenzie)‏ (11 يوليو 1985 في المملكة المتحدة - ) هو لاعب كرة قدم بريطاني في مركز جناح ‏. لعب مع نادي إيست فيف ونادي ستنهاوسموير وإلغين سيتي ‏ ونادي ستيرلينغشير الشرقية ونادي كاودينبيث لكرة القدم ونادي ألبيون روفرز.

## وصلات خارجية
- مارك ماكنزي على موقع قاعدة بيانات كرة القدم.إي يو (الإنجليزية)
- مارك ماكنزي على موقع Soccerbase.com (لاعب) (الإنجليزية)
- مارك ماكنزي على موقع Soccerway.com (الإنجليزية)